# Gällinge kyrka
Gällinge kyrka är en kyrkobyggnad i Gällinge i Kungsbacka kommun. Den tillhör Gällinge församling i Göteborgs stift.

## Kyrkobyggnaden
Gällinge kyrka ligger vid Bysjön, mitt i Gällinge. Det är en vitputsad stenkyrka vars äldsta del, själva långhuset utom koret, troligen är från 1100-talet. Enligt vissa uppgifter hittades årtalet 1130 inhugget i en sten i långhuset när tornet byggdes. Den var en av tolv kyrkor i Halland som helgades åt helgonet Olof den helige och kallades S:t Olafs kyrka. Murarna i denna äldsta del av kyrkan är 2 meter tjocka. Taket var ursprungligen täckt med spån med år 1801 byttes det ut till förmån för taktegel.
Åren 1765 och 1766 revs det fyrkantiga koret och långhuset förlängdes åt öster samtidigt som den nuvarande halvrunda koravslutningen tillkom. Korpartiet fick betydligt tunnare väggar än kyrkan i övrigt. Samtidigt revs den södra väggen från läktaren fram till det nya koret och återuppbyggdes att passa in mot tjockleken på den nya korväggen. Stentornet byggdes 1828 och har ger kyrkan en nyklassicistisk prägel. Huven är tidstypiskt flack med en lanternin av trä krönt med ett kopparbeklätt träkors. När tornet tillbyggdes revs vapenhuset som låg på samma plats. Sakristian i norr tillkom 1884.

### Interiör
Kyrkorummet präglas av att det saknar symmetri med ojämna och lutande väggar, olika takvälvning på norra och södra sidan, oregelbundet placerade fönster, olika breda bänkar samt orgelns ocentrerade plats på läktaren.
År 1870 tillkom orgelläktaren som då ersatte en tidigare läktare från 1700-talet. Altaret flyttades år 1882 för att ge plats för fler bänkar. Vid en renovering 2002 återskapades 1767 års färgschema och bänkinredningens säregna marmoreringsmålning togs fram.

## Takmålningar

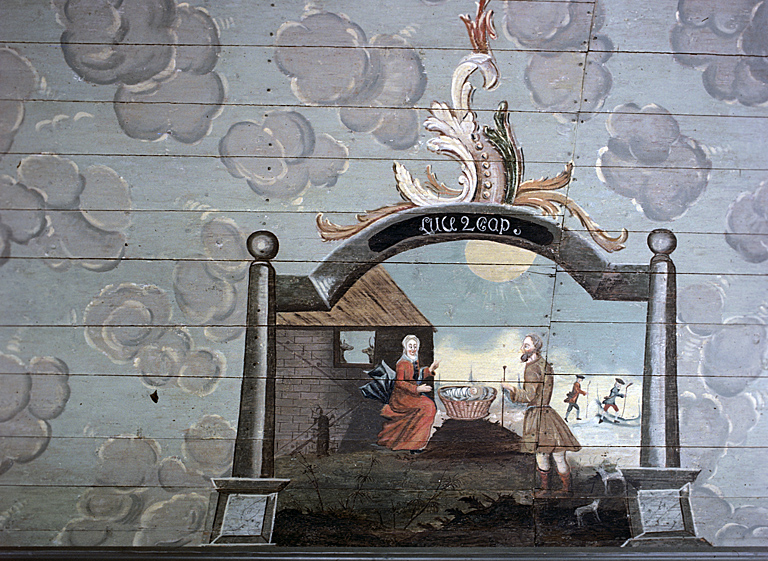
Del av takmålning.

Ett nytt välvt innertak av trä tillkom 1767. Det bemålades samma år. Då dokumentation saknas är upphovsmannen okänd. På grundval av kända målningsarbeten i andra kyrkor tror man att målningarna i Gällinge kan vara utförda av Jonas Dürchs och Johan Adolf Spaak. Motiv längst fram över koret är treenigheten i form av Fadern med äpple och spira, Sonen med ett kors samt över dem en duva. På den södra delen av taket framställs Marias bebådelse, Jesu födelse samt Jona och valen. Slutligen finns på norra sidan syndafallet, Jesu uppståndelse och Jesus som uppenbarar sig för Tomas. 
Målningarna täcktes i mitten av 1800-talet först med vit färg och sedan tillkom 1893 ett nytt innertak av pärlspontpanel. Under renoveringen ledd av Axel Forssén år 1931 togs emellertid målningarna åter fram av konservatorn Carl Otto Svensson.

## Inventarier
- Dopfuntens fot av sandsten är från sent 1100-tal och kommer troligen från norra Skåne. Den är fyrsidig med vulst och dekorativa hörnblad. Cuppan är tillverkad 1955 av skulptören Erik Nilsson, Harplinge och funten är försedd med ett dopfat av mässing från 1600-talet.[4]
- Det finns även en sönderslagen cuppa från 1100-talet, som sannolikt har hört samman med foten ovan.[4]
- Altaret och altarringen tillkom 1754.
- Altaruppsatsen med figurer i trä är från 1757. Den pryds nederst av en gjutrelief med motiv från den första nattvarden, i mitten av Jesus på korset samt på sidorna av Moses och Johannes. Draperingen bakom altaruppsatsen målades 1795.
- Ett par ljusstakar av mässing från 1600-talet. Stals år 1988 men ersattes med kopior år 1992.
- En tvåarmad ljusstake av malm från 1500-talet. Stals år 1988 men ersattes med kopia år 1992.
- Predikstolen har delar från 1500- och 1600-talen men byggdes om och målades av kyrkomålaren Jacob Magnus Hultgren från Varberg år 1795. Den är försedd med bilder på de fyra evangelisterna. Samma år målade Hultgren även draperiet bakom altaret.
- Baldakinen ovanför predikstolen tillkom år 1931.
- Fyra ljuskronor av mässing.
- Kalk och paten i förgyllt silver från 1703.
- Oblatask och kanna i förgyllt silver från 1895.
- Fem stycken mässhakar, en svarta med silverbroderi från 1843, en grön från 1939, en lila från 1957, en röd från 1961 och en vit från 1994.
- Rött antependium från 1899.

### Klockor
Innan tornet byggdes hängde den nuvarande storklockan i en klockstapel vid kyrkogårdens sydöstra hörn. Den tros vara gjuten under 1400- eller 1500-talet och saknar inskriptioner. På kanten finns märken av filning.
År 1732 byggdes en ny klockstapel med plats för två klockor. Den då införskaffade lillklockan göts av Arvid Böök i Göteborg och bar följande inskription:

”Gack till Kyrkan fall der ned,

Hör Guds ord, läs, sjung och bed.

Hör Du mitt rop och ljud,

lyft ditt hjerta up till Gud"

När tornet stod klart hängdes båda klockorna där. Lillklockan sprack under 1890-talet och den nuvarande lillklockan är en omgjutning utförd på Göteborgs mekaniska verkstad år 1897.
Ringningen i tornet skedde först medelst rep men cirka 1880 övergick ringningen till att ske med spjut fästa ovanför klockaxlarna. År 1947 byttes denna anordning ut mot en manuell trampmekanism innan slutligen elektrisk ringning installerades år 1985.

### Orglar
Den första orgeln byggdes år 1870 av Johan Nikolaus Söderling. Den blev 1940 helt ombyggd av Lindegren Orgelbyggeri AB i Göteborg och hade därefter tio stämmor fördelade på två manualer. Den nuvarande orgeln byggdes 1993 av Tostareds Kyrkorgelfabrik med bibehållande av tre gamla Söderlingstämmor. Den har sjutton stämmor och är helmekanisk. Alla orglar har haft den ursprungliga fasaden från 1870.

## Bilder

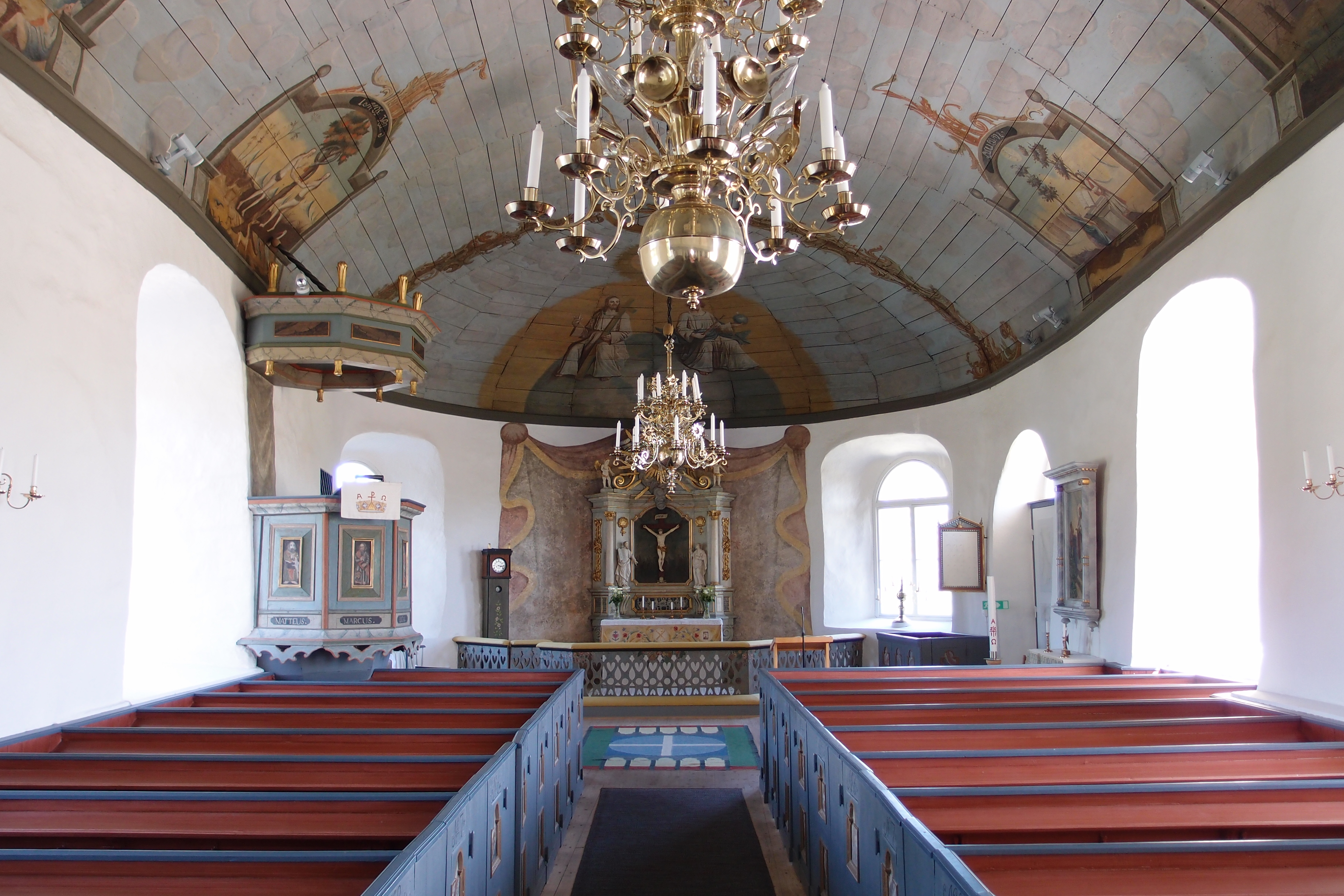
Kyrkorummet
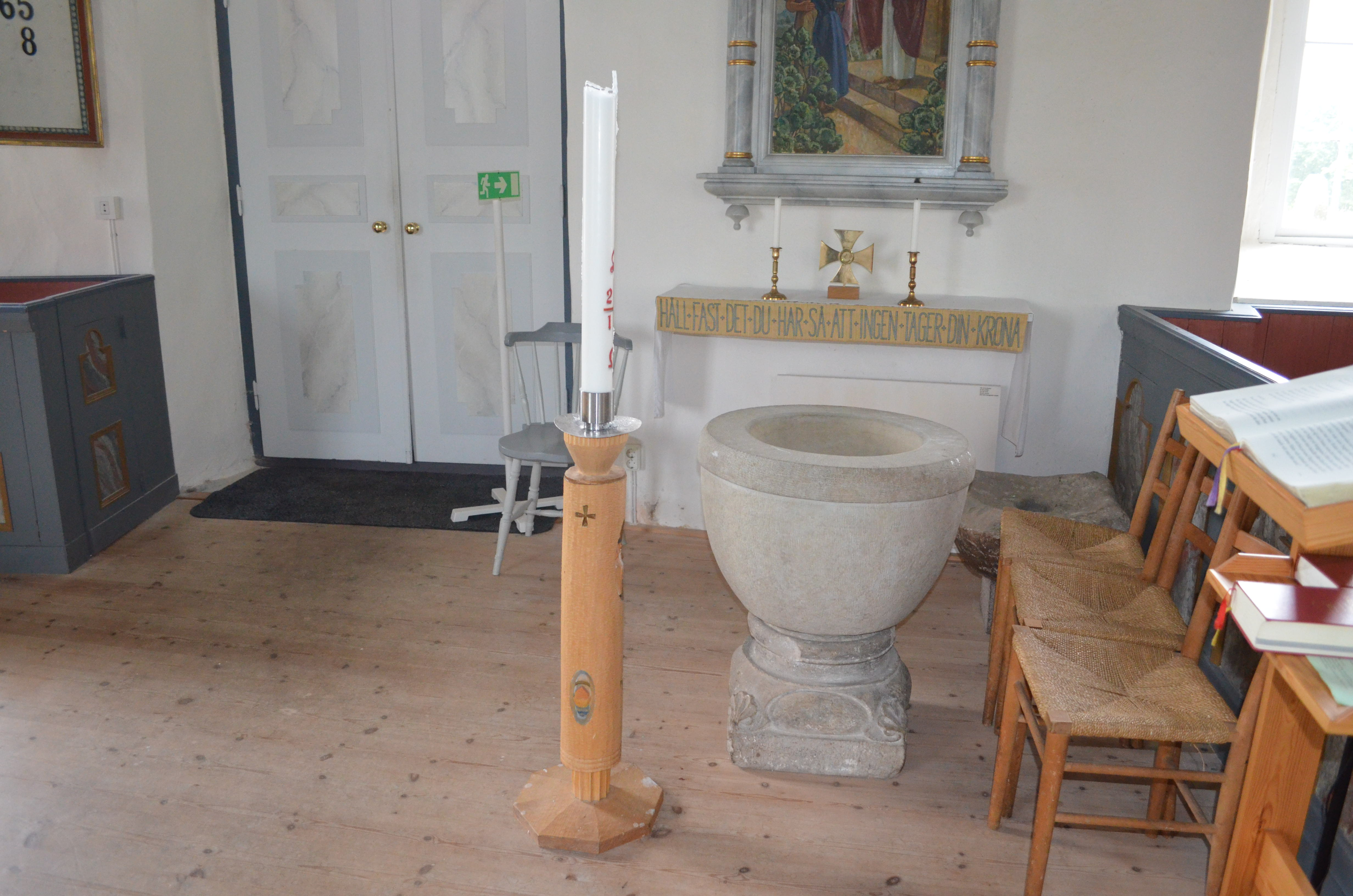
Dopfunten
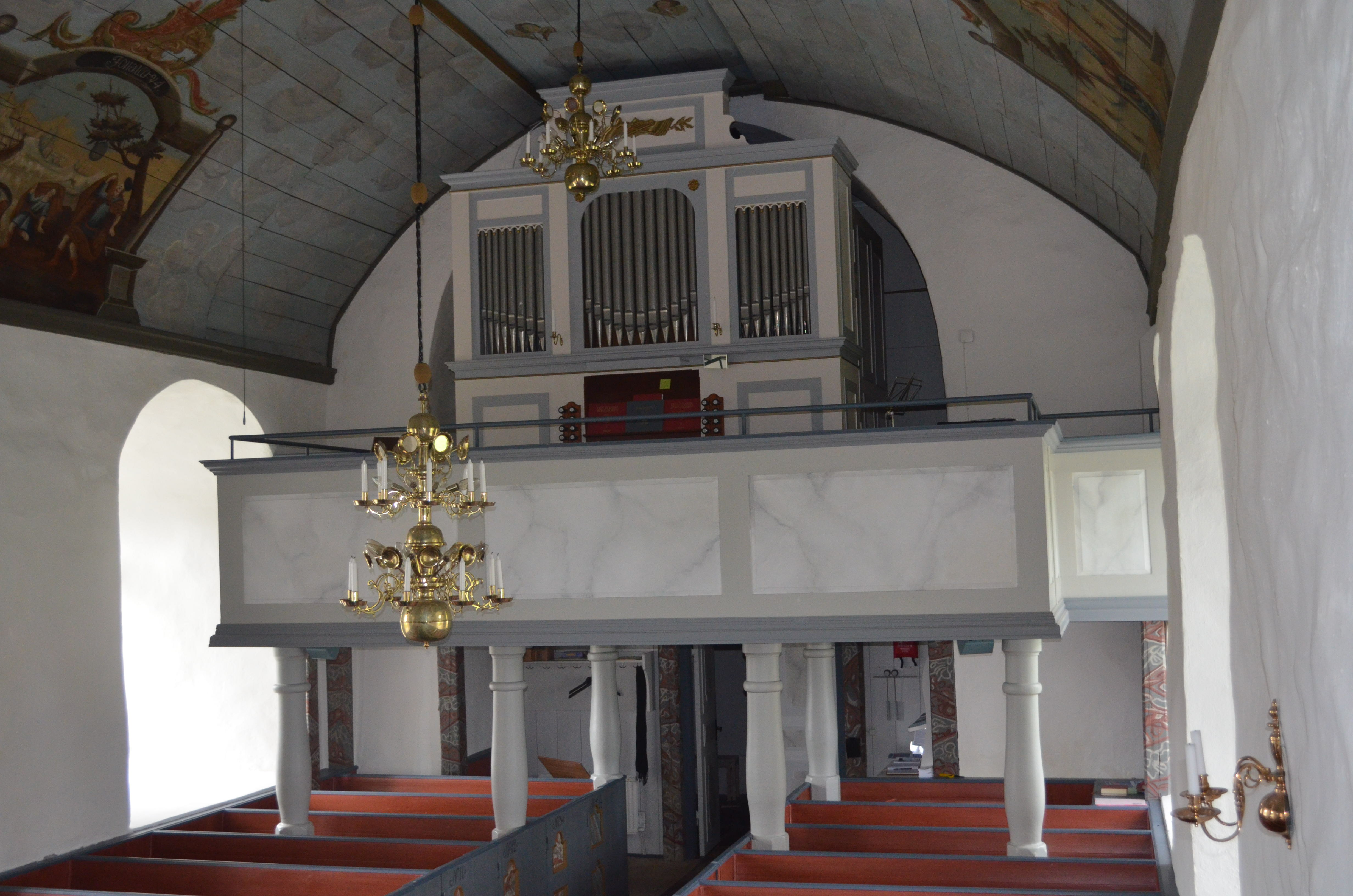
Orgelläktaren